# دیوید داوان
دیوید داوان (به انگلیسی: David Dhawan) (زاده ۱۶ اوت ۱۹۵۵) کارگردان هندی است.
از فیلم‌های معروف او می‌توان به کارگردانی در فیلم آقا و خانم بازیکن اشاره کرد.
او پدر وارون داوان است.

## فیلم‌شناسی
فهرست برخی از فیلم‌هایی که دیوید داوان در آنها به کارگردانی پرداخته‌است:
- آقا و خانم بازیکن
- آقای بزرگ آقای کوچک
- اراذل
- ازدواج شماره ۱
- این جادو است
- با من ازدواج می‌کنی؟
- باربر درجه ۱
- بریم برادر
- بی‌خانمان خارجی
- پسربچه
- توپ آتش
- جودی شماره ۱
- چرا من دوست دارم؟
- چشم بد دور
- خانم خوشگله قبول میکنه
- دزد ناشی
- دوستی
- دوقلوها
- دوقلوها ۲
- دیوانه مستانه
- راجا بابو
- سبک
- شریک
- عروس را با خود خواهم برد
- عزیزم بریم خونه بابام
- قهرمان شماره ۱
- گلستان
- ما کمتر از دیگران نیستیم
- من قهرمان تو هستم
- همسر شماره ۱
- یک به‌علاوه یک میشه یازده
- شعله و شبنم
- ‏چشم‌ها
- مزاحم نشو
- مرد مجرد‏
- آقای بنارسی
- پرطاقت
- ولگرد
- چون من دروغ نمی‌گویم
- جرئت
- ترانه رادا
- اینا مینا دیکا
- باربر درجه ۱